# Rocinha

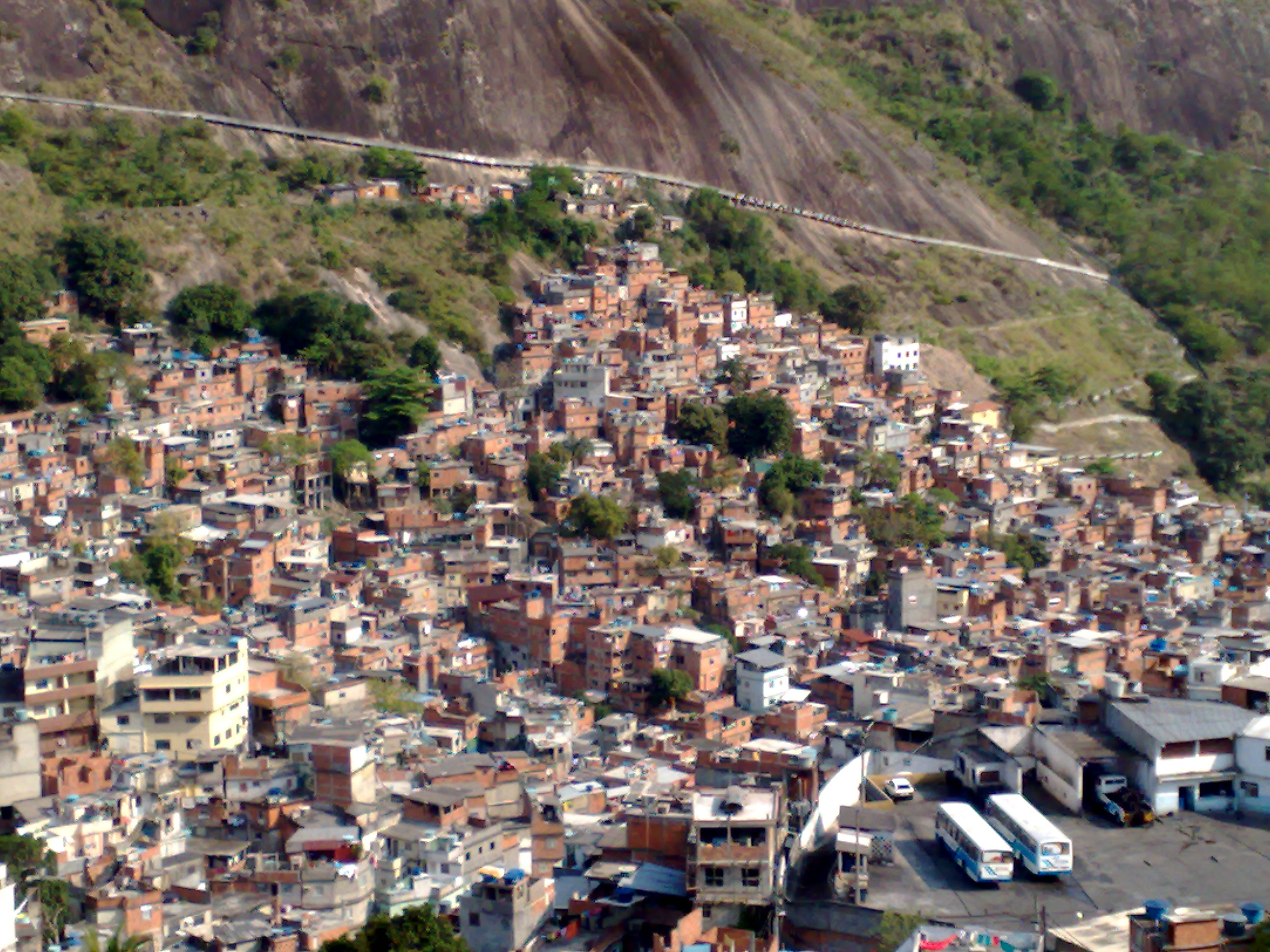
Vista aérea de la favela.

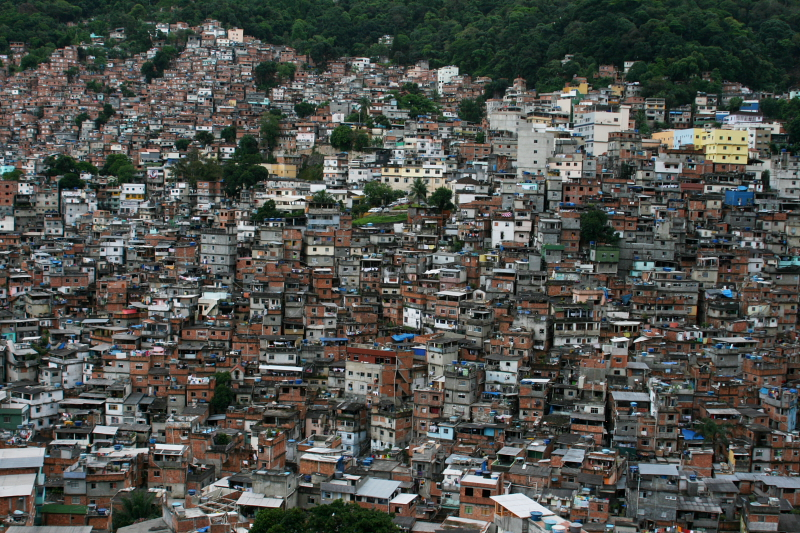
Rocinha tiene la mayor densidad poblacional del municipio.

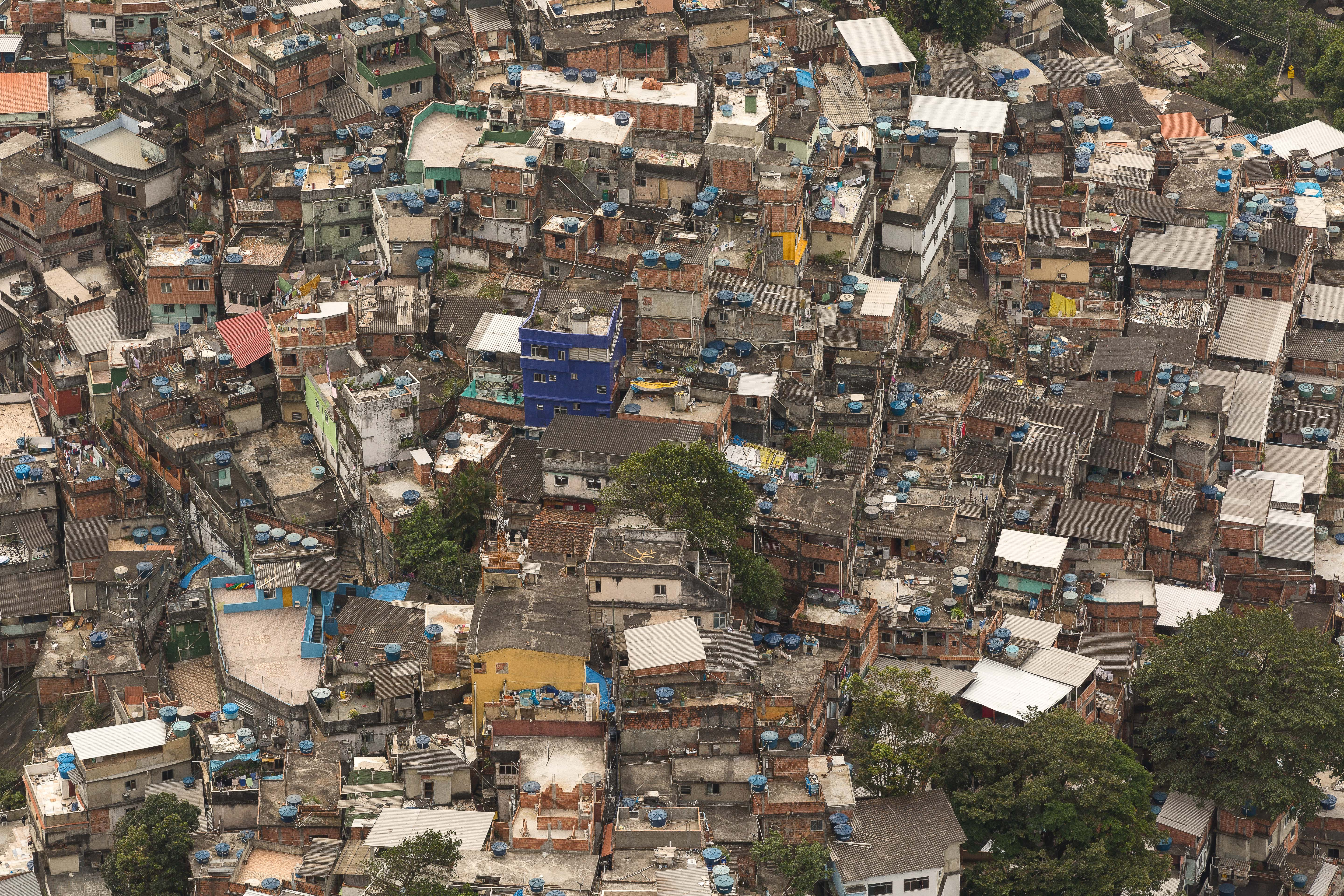

Rocinha es una favela de la Zona Sur de Río de Janeiro, Brasil. A través de un decreto de junio de 1993 adquirió la categoría oficial de barrio.
Con un área de casi 865 mil metros cuadrados, durante mucho tiempo se conoció a Rocinha como la favela más grande de Brasil. Sin embargo, ese dudoso privilegio pasó a manos de Fazenda Coqueiro, en la Zona Oeste de la ciudad, con más de un millón de metros cuadrados.
La mayoría de sus habitantes procede del noreste brasileño en busca de mejores oportunidades. Actualmente, Rocinha continúa con un fuerte crecimiento debido al fuerte flujo de inmigrantes de otros estados, principalmente de la Región Nordeste de Brasil.
Con el propósito de regular su crecimiento desordenado, las autoridades de la ciudad implantaron en el 2001 un proyecto urbanístico.
En la actualidad cuenta con un gran aparato comercial instalado en la propia favela, como redes de comida rápida, numerosos cibercafé, bancos, servicio de televisión por cable y empresas de turismo que realizan visitas guiadas al barrio.
Su proximidad con las residencias de clase alta de los barrios vecinos de Gávea y São Conrado marca un profundo contraste urbano en el paisaje de la región.

## Ubicación
Rocinha está incluida en el Área de Planeamiento 2 de la ciudad y es el único barrio que integra la Región Administrativa XXVII, que lleva el mismo nombre.
Limita con los barrios de Vidigal, Gávea y São Conrado.
Ocupa un área territorial de 143,72 hectáreas y el 48,29 por ciento corresponde a áreas urbanizadas y/o alteradas. El área de favelas del barrio ocupa 864.479,2 metros cuadrados, lo que significa que el 60,15% del territorio del barrio está ocupado por asentamientos irregulares.
De acuerdo con un estudio del Instituto Municipal de Urbanismo Pereira Passos, en 2009 Rocinha ya no era la favela más grande de Río de Janeiro. La favela Fazenda Coqueiro, en Senador Camará (en la Zona Oeste) tiene 1.095.094 metros cuadrados, seguida por Nova Cidade, en el barrio de Inhoaíba (Zona Oeste), con 933.162 metros cuadrados, desplazando al tercer lugar a Rocinha.

## Toponimia
Los primeros habitantes del barrio solían decir que las hortalizas que cultivaban venían de sus propios "ranchitos" (rocinhas en portugués), hasta que finalmente el nombre se popularizó.

## Historia

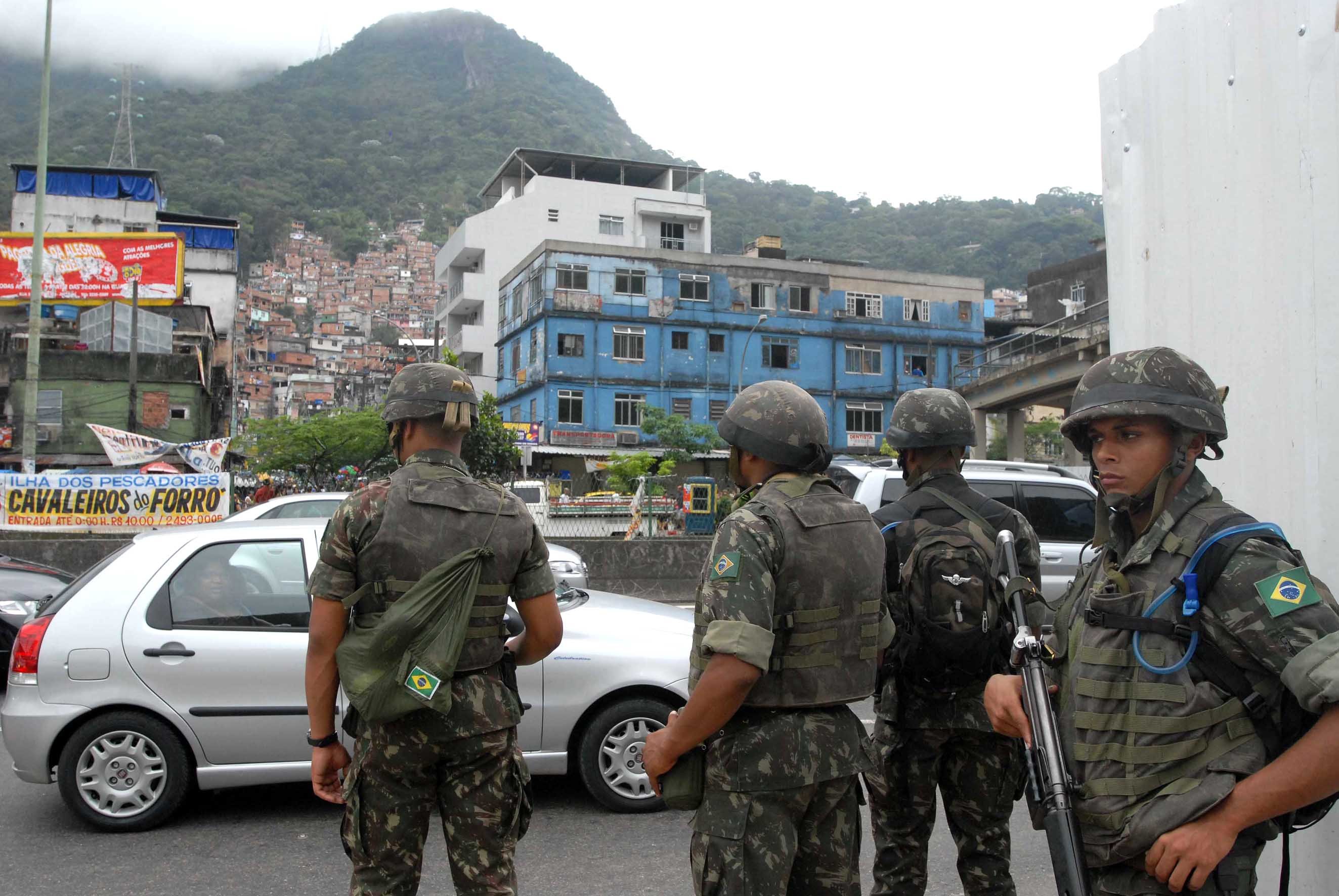
Soldados del Ejército durante las elecciones de 2008.

Antes de su ocupación, Rocinha era una densa floresta ocupando el terreno entre la Pedra dos Dois Irmãos y el Morro do Cochrane, atravesada por la autopista de Gávea, hasta un camino precario que daba acceso a las tierras de Conrado Niemeyer. 
Diversas personas pasaron a ocupar los terrenos de la antigua hacienda Quebra–Cangalha, aproximadamente en 1930, divididas en pequeñas chacras en las que se cultivaban hortalizas en la feria del Largo das Três Vendas (hoy plaza Santos Dumont), en la región de Gávea. Plantaban mandioca, zapallo, berro, bananas y repollo, abriendo claros en la mata primitiva.
La casa número 1 de la autopista de Gávea es considerada el primer inmueble de Rocinha y llegó a tener sus obras embargadas por el prefecto Pedro Ernesto en 1932. La lentitud con la que actuó la Justicia terminó por incentivar nuevas invasiones y el surgimiento de los primeros caserones de madera en la región.
El proceso de ocupación de Rocinha se aceleró a partir de las década de 1950, cuando se registró un pico de inmigración que llegaba desde el norte del país. El aumento poblacional ocurrió principalmente en las décadas de 1960 y 1970, posibilitado por las grandes obras viales encaradas por el gobierno de la ciudad.
Hacia 1980 la expansión de la favela se dirigió para las laderas de los cerros de Cochrane y Laboriaux, área de la calle Dionéia, a lo largo de Vila Laboriaux (Alto do Espigão da Gávea), creciendo para la vertiente del barrio da Gávea, con el surgimiento de Villa Cruzado y de la Villa Verde, próxima a la curva de la “S”. La floresta fue cediendo espacio a las edificaciones, consolidando la actual comunidad, compuesta de 14 sub-barrios (Barcelos, Rua 1, Rua 2, Rua 3, Rua 4, Roupa Suja, Cachopa, Vila Verde, Macega, Vila Cruzado, 199, Laboriaux, Boiadeiro y Dionéia).

## Demografía

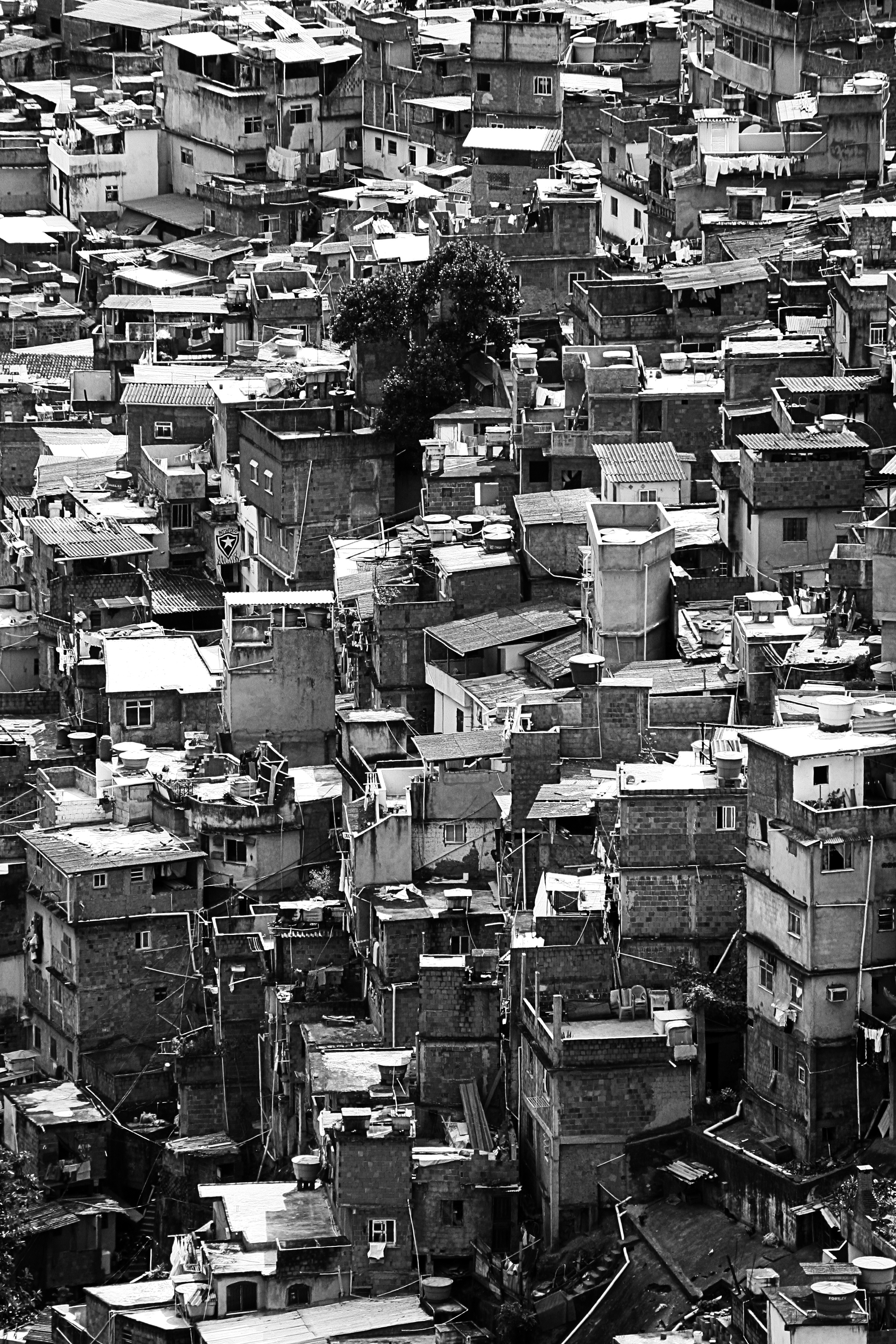
En Rocinha hay casi 17 mil domicilios.

Rocinha tiene 56.338 habitantes, de los cuales 27.743 son hombres y 28.595 son mujeres, lo que da una razón de sexo de 97,02 hombres cada cien mujeres. Tiene un densidad poblacional de 391,99 habitantes por hectárea, la mayor de todo el municipio. Entre 1991 y 2000 mostró un crecimiento poblacional del 3,07%.
Si se suman las poblaciones de las que hasta comienzos del siglo XXI eran las cuatro favelas más grandes de Río (Rocinha, Jacarezinho, Complejo de Alemão y Complexo da Maré) suman más de medio millón de habitantes.
El barrio tiene 16.999 domicilios, la mayoría de ellos (4.492 viviendas) con tres moradores, en tanto que hay 3.614 casas con dos ocupantes y en 3.408 viviendas viven cuatro personas.
Posee una esperanza de vida al nacer de 67,33 años y una tasa de alfabetización de adultos del 67,90%, la más baja de toda la ciudad. Sin embargo, el índice de analfabetismo bajó del 18,1% en 1991 al 13,1% en 2000. Tiene en total cuatro unidades escolares municipales (entre ellas una guardería) con un total de 2.347 alumnos.
Un 39,3 por ciento de los jefes de familia tienen menos de cuatro años de estudio, mientras que la favela con menor índice es Sítio Santa Isabel (con 10,33%) y la del porcentual más alto de la ciudad es Pedra Lisa (58,49%). En tanto, sólo el 1,34% de los jefes de familia de Rocinha tiene quince años o más de estudio, índice que llega al 68,91% en el barrio de Lagoa, mientras que la favela mejor ubicada en este ítem (Vila Benjamim Constant) alcanza el 14,18% y la del índice más bajo (Morro do Alemão) tiene un porcentaje del 0,6.
Es uno de los diez barrios de Río con menor Índice de Desarrollo Humano y juvenil (IDH), con un índice de 0,732 comparable al de los Territorios Palestinos (0,731).
Rocinha tiene cerca de un 22% de su población viviendo bajo la línea de pobreza, un porcentaje inferior al de diez de los 19 municipios que integran la Región Metropolitana de Río de Janeiro, entre ellos Japeri (39%), Queimados (31%), Belford Roxo (30%), Itaboraí y Seropédica (29%), y Duque de Caixas y Guapimirim (27%).

## Economía

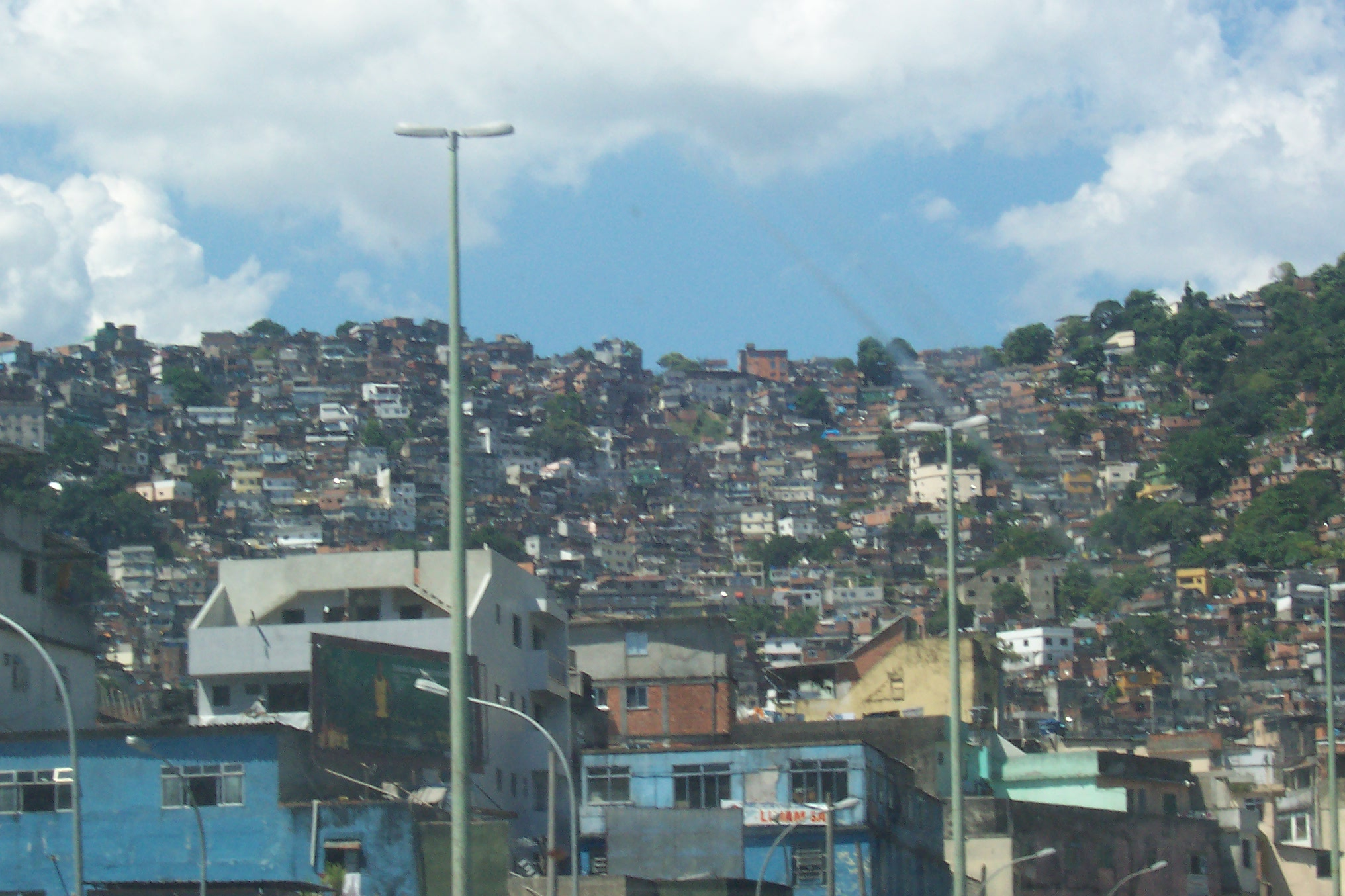
Vista del barrio desde una de las calles periféricas.

El comercio de la zona se concentra en las calles del sub-barrio Barcelos y a lo largo de la autopista de Gávea. En el parque del Boiadeiro se destaca una feria dominical, con gran variedad de productos nordestinos. La comunidad cuenta con un puesto de salud, una agencia de correos, dos entidades bancarias, tres escuelas públicas y viveros comunitarios.

## Curiosidades
- En las curvas sinuosas de la autopista de Gávea fueron realizadas las carreras automovilísticas del circuito de Gávea, disputadas entre 1933 y 1954. El trecho dentro de Rocinha recibió el nombre de Trampolim do Diabo.[6]

## Referencias

Vista nocturna. En el fondo el Morro Dois Irmãos (colina de Dos Hermanos).